# Beethoven's Last Night
Beethoven's Last Night es una ópera rock por Trans-Siberian Orchestra, lanzado en el 2000. El álbum cuenta la historia ficticia de Ludwig van Beethoven en la última noche de su vida, como el Diablo, Mefistófeles, viene a recoger su alma. Con la ayuda del destino y su hijo Twist, Beethoven inconscientemente engaña al diablo y se le permite mantener su alma que él había pensado que perdió, pero que el diablo no tenía ningún derecho en reclamarlo. Este álbum es una ópera rock con muchos clásicos cruzado con canciones de rock que se basan claramente en las melodías de la Música clásica, en especial las obras de Beethoven. Es el primer álbum de Trans-Siberian Orchestra que no cuentan con motivos navideños. La cubierta original fue creada por Edgar Jerins. En la reedición la cubierta del disco fue creada por Greg Hildebrandt.

## Historia
Una noche en la primavera de 1827 (probablemente 26 de marzo de la noche en que murió), Ludwig van Beethoven Ludwig van Beethoven ha completado su obra maestra, décima sinfonía (que en realidad, nunca se terminó).
Como este trabajo está finalizado, Fate y su deforme hijo Twist (como en 'Twist of Fate') llegan a su casa, e informar al autor de lo que él había esperado durante mucho tiempo: que esta noche era la noche de su muerte.
Después de esta explicación, el diablo Mefistófeles llega a reclamar el alma de Beethoven. Él ofrece al compositor un acuerdo; Mefistófeles permitirá a Beethoven mantener su alma a cambio de borrar la memoria de las obras de Beethoven de toda la humanidad. Beethoven se da una hora para considerar, y Mefistófeles sale de la habitación.
Beethoven vuelve su ira a Fate por haber sido tratado una vida dura, y ahora, esta decisión. En consolación, Fate permite a Beethoven viajar de regreso a través de su vida con el fin de revisarlo y realizar los cambios que desee. Beethoven lo acepta, y comienzan con las experiencias de Beethoven como un niño.
Beethoven entra en su habitación, mientras que el joven Beethoven acaba de ser abofeteado por un tutor por no recibir un nombramiento a la Corte Imperial. Beethoven vuelve a Fate y le informa que él no necesitaba de las dificultades que había enfrentado, con su madre muerta y una infancia dolorosa. Él pide que se quite la experiencia de su vida. Fate indica a Beethoven que esa solicitud removería la inspiración para su sexta sinfonía, haciendo que el compositor cambie de opinión.
Fate y Beethoven deciden luego ir a uno de los momentos más felices de Beethoven, cuando conoce al compositor Wolfgang Amadeus Mozart en la ciudad de Viena. Fate entonces recuerda a Beethoven de su "Amada inmortal" Teresa, y después de experimentar un cariñoso recuerdo, Beethoven explica sus razones para tener que dejarla.
La pareja se aventuran a Beethoven cuando se da cuenta por primera vez su sordera, y Beethoven explica que Teresa no le amaría si fuera ella saberlo. A continuación se muestra la reacción de Teresa a su ausencia inexplicable, y se da cuenta de que su sordera es la causa de todos sus problemas. Fate explica que si ella cura su sordera, su música se verá afectada, ya que las Musas no habría de ser escuchado con la misma facilidad a través del sonido de todos los días. Él por lo tanto retira su petición.
Beethoven se muestra a continuación, que Teresa le habría amado para siempre, y que llega a ser muy doloroso. Pero Fate entonces ofrece visiones de los innumerables músicos del futuro que se verían influidas por las obras de Beethoven. Como una última, visión final, se le permite improvisar con los músicos del pasado y el futuro que se inspiraron en él. Al darse cuenta de que la eliminación de las dificultades de su vida iba a destruir su música, Beethoven informa a Fate que él no va a cambiar cualquier parte de su vida.
En este punto, Mefistófeles regresa y Beethoven informa al diablo que no va a permitir que su música sea destruido. Desesperado por recibir la Décima Sinfonía, Mefistófeles hace otro trato: si Beethoven daría únicamente la Décima Sinfonía, entonces Mefistófeles no tomará el alma del compositor. Después de una aparición por el fantasma de Mozart, Beethoven rechaza esta oferta también. Como táctica final, Mefistófeles señala la ventana a una joven huérfana, y describe las torturas que ella recibiría si Beethoven se niega a entregar su música. Afligido, Beethoven se compromete a entregar su Décima Sinfonía. Después Twist incitando, un contrato que se establece por Fate, que indica lo siguiente:
Se acordó esta noche, 26 de marzo de 1827, entre los que suscriben, de que la música de la Décima Sinfonía, compuesta por Ludwig van Beethoven, el hijo primogénito de Johann y Maria van Beethoven, de la ciudad de Bonn, será de ahora en adelante la propiedad de Mefistófeles, el Señor de las Tinieblas y el primer caído de la gracia de Dios. También se entiende que es su intención de eliminar los signos de esta música de la memoria del hombre por toda la eternidad. A cambio de la destrucción de la música antes mencionado también se acordó que Mefistófeles y todos sus secuaces serán retirarse de la vida del niño en la actualidad para dormir en la cuneta directamente a través de la ventana de esta habitación. Esta eliminación de la influencia se vaya a iniciar inmediatamente después de la firma y que deba ejecutarse por toda la eternidad.
_____________________

Ludwig van Beethoven
_____________________

Mephistopheles
El contrato se firma por ambas partes, después de lo cual Mefistófeles empuja la Décima Sinfonía sobre una vela encendida. Cuando no se quema, se revela el hecho de que Beethoven es de hecho el segundo hijo nacido de sus padres por el nombre de Ludwig van Beethoven, y por lo tanto, el contrato no se aplica a su música.
Después Mefistófeles sale en un ataque de rabia, se revela que el verdadero destino del alma de Beethoven es en realidad es el cielo (como giro explica, el diablo estaba simplemente mintiendo a él todo el tiempo). Fate le dice que descanse, y el alma de Beethoven deja su cuerpo para el más allá. Sin embargo, Twist también oculta el manuscrito de la 10 ª sinfonía.

## Reedición
El 13 de marzo de 2012,Beethoven's Last Night: The Complete Narrated Version fue lanzado y puesto a disposición exclusivamente en las tiendas Wal-Mart y conciertos TSO. Esta edición de lujo de dos discos incluye toda la música de la versión original y, por primera vez, la narración ofrecida durante las presentaciones en vivo del álbum. Viene empaquetado con un libreto lleno de ilustraciones de la historia, además de las letras completas y narración. La narración es realizada por Bryan Hicks.

## Lista de canciones y referencias musicales
| N.º   | Título                               | Referencia                                                                                                 | Duración |  |
| 1.    | «Overture» (Instrumental)            | Sonata Claro de luna, Sonata Pathétique, cuarto movimiento desde Coral, Sinfonía n.º 5, Réquiem de Mozart  | 2:58     |  |
| 2.    | «Midnight»                           | | 2:10     |  |
| 3.    | «Fate»                               | | 1:18     |  |
| 4.    | «What Good This Deafness»            | | 1:46     |  |
| 5.    | «Mephistopheles»                     | Sonata Claro de luna                                                                                       | 3:48     |  |
| 6.    | «What Is Eternal»                    | Sonata Claro de luna, Oda a la Alegría para la sinfonía n.º 9                                              | 4:41     |  |
| 7.    | «The Moment»                         | Pastoral                                                                                                   | 2:47     |  |
| 8.    | «Vienna»                             | | 3:32     |  |
| 9.    | «Mozart/Figaro» (Instrumental)       | Le nozze di Figaro Overture (Mozart)                                                                       | 3:17     |  |
| 10.   | «The Dreams of Candlelight»          | Chopin's Op 68 Mazurka n.º 3                                                                               | 4:05     |  |
| 11.   | «Réquiem (The Fifth)» (Instrumental) | Réquiem de Mozart, Sinfonía n.º 5                                                                          | 2:59     |  |
| 12.   | «I'll Keep Your Secrets»             | | 4:15     |  |
| 13.   | «The Dark»                           | Für Elise                                                                                                  | 4:27     |  |
| 14.   | «Für Elise» (Instrumental)           | Für Elise                                                                                                  | 0:45     |  |
| 15.   | «After the Fall»                     | | 4:35     |  |
| 16.   | «A Last Illusion»                    | Sonata facile (Mozart), Oda a la Alegría para la sinfonía n.º 9, Flight of the Bumblebee (Rimski-Kórsakov) | 5:34     |  |
| 17.   | «This Is Who You Are»                | | 3:58     |  |
| 18.   | «Beethoven» (Instrumental)           | Scherzo para la Sinfonía n.º 9, Sonata Pathétique                                                          | 2:56     |  |
| 19.   | «Mephistopheles' Return»             | Sonata Pathétique                                                                                          | 4:27     |  |
| 20.   | «Misery»                             | | 2:45     |  |
| 21.   | «Who Is This Child»                  | | 4:33     |  |
| 22.   | «A Final Dream»                      | | 1:54     |  |
| 72:59 |                                      | |          |  |

## Personajes
- Ludwig van Beethoven – El famoso compositor. Nota: En la versión original, TSO se refieren a él como Ludwig von Beethoven. Sin embargo, la reedición se corrige a van.
- Fate – El espíritu del destino
- Twist – El hijo del destino (como en "Twist of Fate").
- Mefistófeles – El diablo
- Beethoven joven - Beethoven como un hombre joven
- Wolfgang Amadeus Mozart – (Otro) famoso compositor
- Teresa – de Beethoven "amada inmortal" – Posiblemente sea la condesa Therese Brunsvik o Therese Malfatti[2]
- Chica joven - Una huérfana de las calles
- Las musas – Los espíritus de la inspiración artística

## Vocalistas
- Jody Ashworth – Beethoven
- Patti Russo – Teresa
- Jon Oliva – Mefistófeles
- Guy Lemmonnier – Beethoven joven
- Jamie Torcellini – Twist
- Sylvia Tosun – Fate
- Zak Stevens – Las musas
- Dave Diamond – Las musas
- Doug Thoms – Las musas